# عبدل نادر
عبدل نادر (عربی: عبد الرحمن نادر؛ زادهٔ ۲۵ سپتامبر ۱۹۹۳) بازیکن بسکتبال اهل مصر است.

## حرفه
از باشگاه‌هایی که در آن بازی کرده‌است می‌توان به اکلاهما سیتی تاندر اشاره کرد.